# 阿奇卡泰纳
阿奇卡泰纳（義大利語：Aci Catena），是意大利西西里大区卡塔尼亞廣域市的一个市镇。总面积8平方公里，人口28691人，人口密度3586.4人/平方公里（2009年）。ISTAT代码为087003。

## 友好城市
- 西班牙休达
- 義大利卡泰纳诺瓦
- 義大利坎波菲奥里托